# Salmon Lake Dam
Der Salmon Lake Dam (National ID # WA00291) ist ein Staudamm im Okanogan County im US-Bundesstaat Washington.
Der Erddamm wurde zwischen 1919 und 1921 vom United States Bureau of Reclamation erbaut; er hat eine Höhe von 16,5 Metern und eine Kronenlänge von 384 Metern.
Der Salmon Lake Dam staut den Salmon Creek für Bewässerungs- und Hochwasserschutzzwecke; er ist Teil des größeren Okanogan Project. Der benachbarte, 1911 erbaute Conconully Dam und sein Stausee, das Conconully Reservoir, sind Bestandteile desselben Projekts. Beide Dämme gehören dem Bureau of Reclamation und werden vom örtlichen Okanogan Irrigation District betrieben.
Der durch den Damm gebildete Stausee, der Conconully Lake, hat eine maximale Staukapazität von 19.365.636 Kubikmetern. Erholungssuchende kommen zum Angeln (beliebt sind Regenbogenforellen, Cutthroat-Forellen und Schwarzbarsche) Bootfahren, Camping, Wandern und zur Naturbeobachtung an den See.  Der Conconully State Park und das Conconully National Wildlife Refuge liegen in der Nähe.